# مخطط أذربيجان

خريطة العلم لأذربيجان

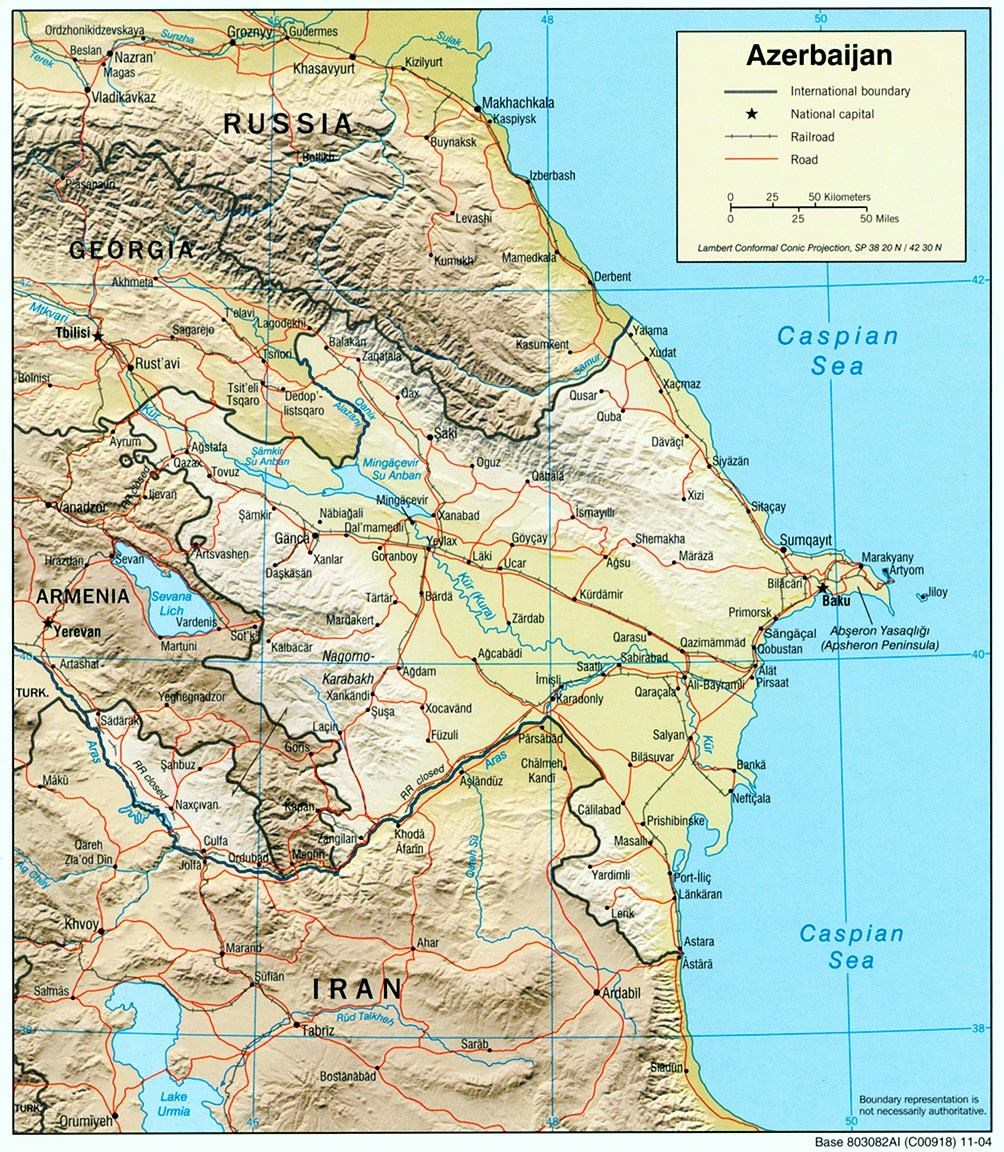
خريطة تضاريس قابلة للتوسيع لأذربيجان

مُخطط تمهيدي لأذربيجان المخطط التالي تم إنشائه ليكون نطرة عامة موجزة ودليل مساعد لمعرفة أذربيجان:
أذربيجان  هي أكبر دولة في منطقة القوقاز في أوراسيا، وواحدة من ست دول تركية مستقلة في منطقة القوقاز في أوراسيا.

## نبذة
- النطق: /ˌæzərbaɪˈdʒɑːn/

خريطة طبوغرافية لأذربيجان.

- اسم الدولة الإنجليزية الشائع: أذربيجان
- الاسم الرسمي للدولة باللغة الإنجليزية: Azerbaijan
- الأسماء المحلية الشائعة:
- الأسماء المحلية الرسمية:
- الصفة (الصفات): الأذرية، الأذرية
- Demonym (s):
- أصل الكلمة: اسم أذربيجان
- التصنيف الدولي لأذربيجان
- رموز دول ISO : AZ ، AZE ، 031
- رموز مناطق ISO : راجع ISO 3166-2: AZ
- نطاق المستوى الأعلى لرمز دولة الإنترنت : .az

## جغرافيا أذربيجان
بيئة أذربيجان
- أذربيجان بلد غير ساحلي (على الرغم من أن لديها ساحل على بحيرة غير عذبة ، بحر قزوين )
- موقع:
  - أوراسيا
    - القوقاز (بين أوروبا وآسيا )
      - جنوب القوقاز

  - المنطقة الزمنية : توقيت أذربيجان ( UTC + 04 ) ، توقيت أذربيجان الصيفي ( UTC + 05 )
  - النقاط المتطرفة لأذربيجان
    - مرتفع: Bazarduzu Dagi 4,485 متر (14,715 قدم)
    - منخفض: بحر قزوين −28 متر (−92 قدم)

  - الحدود البرية: 2،013 كم

 Armenia</img> Armenia 787 كم
 Iran</img> Iran 611 كم
 Georgia</img> Georgia 322 كم
 Russia</img> Russia 284 كم
 Turkey</img> Turkey 9 كم
- الساحل: لا شيء 

- عدد سكان أذربيجان : 9،165،000 (2011) - البلد 99 الأكثر اكتظاظًا بالسكان
- مساحة أذربيجان : 86,600 كيلومتر مربع (33,400 ميل2) - 113 أكبر دولة
- أطلس أذربيجان

### بيئة أذربيجان

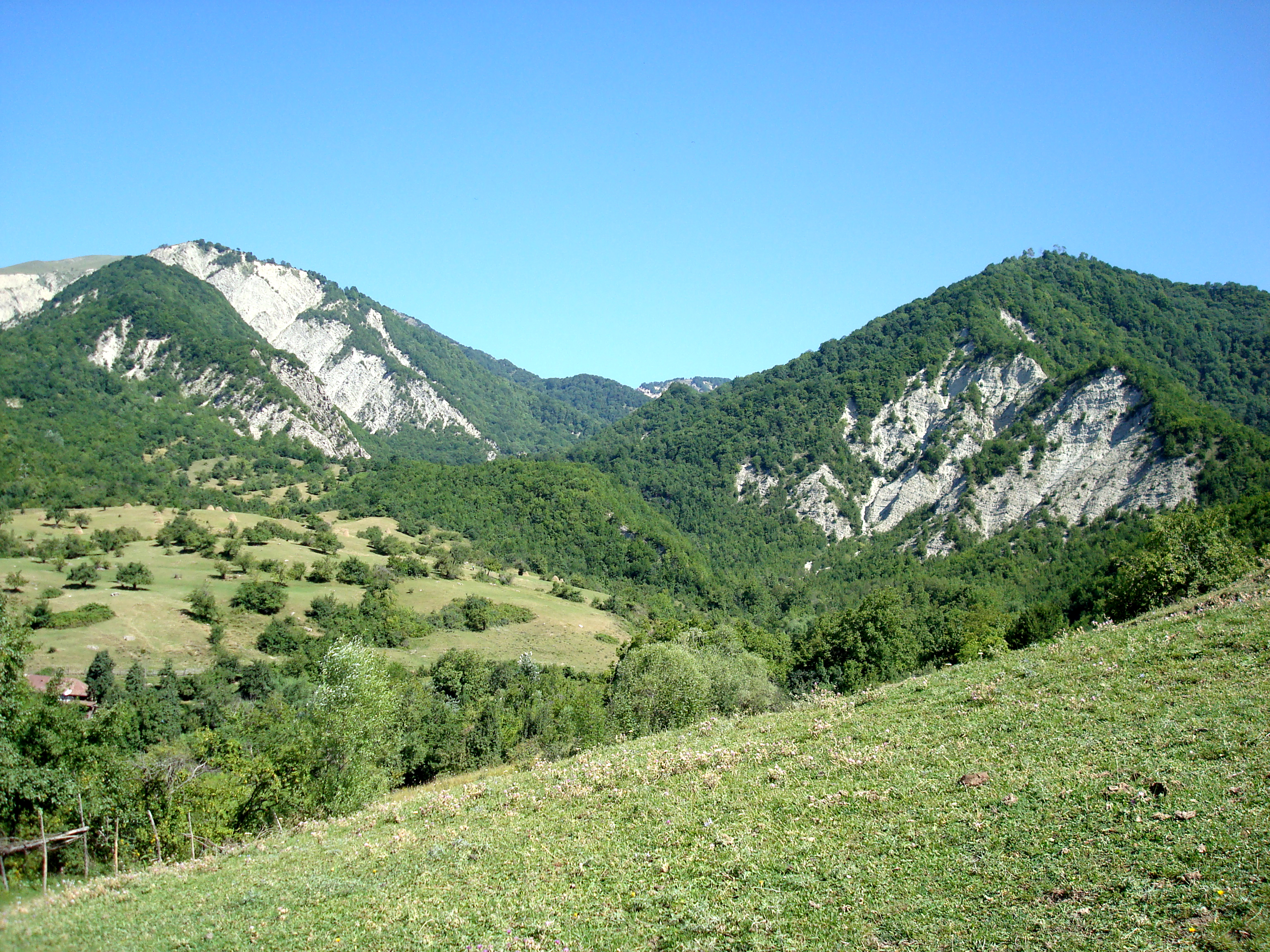
تحتل محمية ولاية الإسماعيلية المنحدرات الجنوبية لجبال القوقاز

مناطق أذربيجان
- مناخ أذربيجان
- القضايا البيئية في أذربيجان
- الطاقة المتجددة في أذربيجان
- جيولوجيا أذربيجان
- المناطق المحمية في أذربيجان
  - محميات المحيط الحيوي في أذربيجان
  - الحدائق الوطنية في أذربيجان
- الحياة البرية في أذربيجان
  - فلورا أذربيجان
  - حيوانات أذربيجان
    - طيور أذربيجان
    - ثدييات أذربيجان

#### السمات الجغرافية الطبيعية لأذربيجان

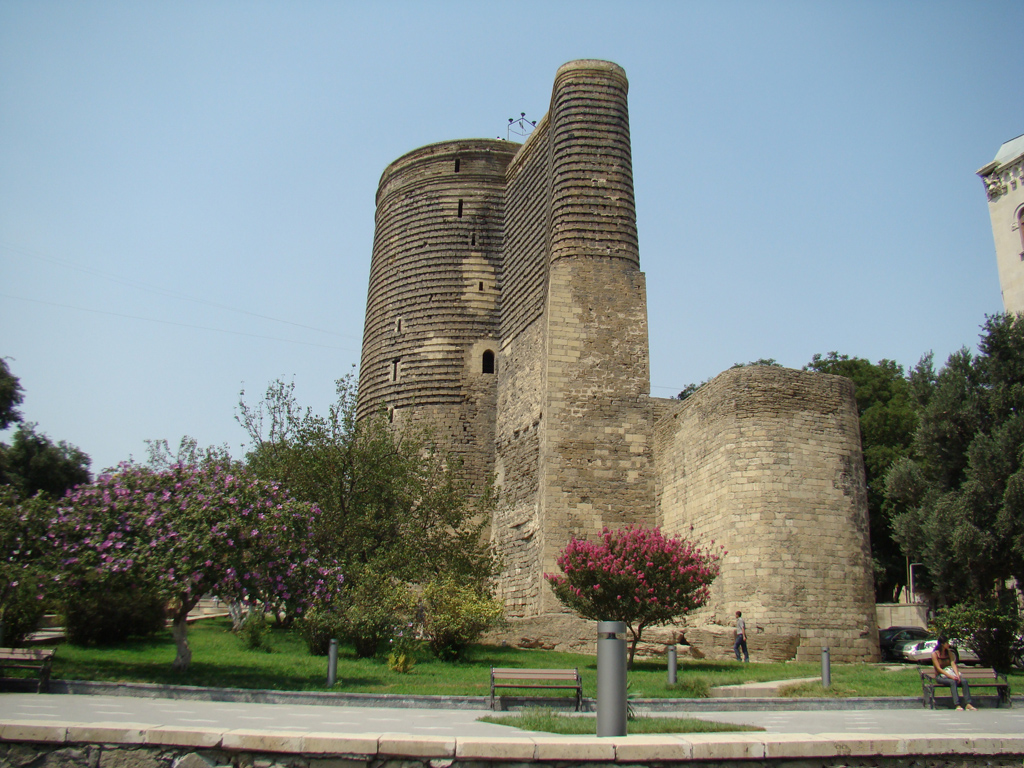
يقع برج العذراء في المدينة القديمة (باكو) ، وهو أحد مواقع التراث العالمي لليونسكو

- الأنهار الجليدية في أذربيجان
- جزر أذربيجان
- بحيرات أذربيجان
- جبال أذربيجان
  - البراكين في أذربيجان
- أنهار أذربيجان
  - شلالات أذربيجان
- وديان أذربيجان
- مواقع التراث العالمي في أذربيجان

### مناطق أذربيجان

#### المناطق الإيكولوجية لأذربيجان
قائمة المناطق البيئية في أذربيجان

#### التقسيمات الإدارية لأذربيجان
التقسيمات الإدارية لأذربيجان
- جمهورية ناختشفان المتمتعة بالحكم الذاتي
- مقاطعات أذربيجان
  - بلديات أذربيجان

##### مقاطعات أذربيجان
مقاطعات أذربيجان يوجد في أذربيجان 59 مقاطعة و8 مناطق في جمهورية الحكم الذاتي.